# Val-Mont
Val-Mont – gmina we Francji, w regionie Burgundia-Franche-Comté, w departamencie Côte-d’Or. Została utworzona 1 stycznia 2016 roku z połączenia dwóch wcześniejszych gmin: Ivry-en-Montagne oraz Jours-en-Vaux. Siedzibą gminy została miejscowość Jours-en-Vaux. W 2013 roku populacja wyżej wymienionych gmin wynosiła 268 mieszkańców.